# Heitersheim
Heitersheim (in alemanno Heitersche) è un comune tedesco di 5 848 abitanti, situato nel land del Baden-Württemberg. Fu la sede del Gran Priorato di Germania dell'Ordine di San Giovanni ( Ordine di Malta) fino al 1806.